# Giampiero Gianella
Giampiero Gianella (* 13. Februar 1952 in Sorengo) ist ein Schweizer Beamter aus dem Kanton Tessin.
Giampiero Gianella studierte Jurisprudenz an der Universität Bern und war danach bei der kantonalen Verwaltung angestellt. Im Herbst 1993 wurde er als Staatskanzler ernannt. Im August 2016 trat er in den Ruhestand.
Er ist Vorstandsmitglied der Schweizerischen Gesellschaft für Gesetzgebung (SGG).